# Echte baarzen
De echte baarzen of kortweg baarzen (Percidae) vormen een familie van baarsachtigen vissen.

## Geslachten
Tot de familie van de echte baarzen worden de volgende geslachten gerekend:
- Ammocrypta Jordan, 1877
- Crystallaria Jordan & Gilbert, 1885
- Etheostoma Rafinesque, 1819
- Gymnocephalus Bloch, 1793
- Perca Linnaeus, 1758
- Percarina Nordmann, 1840
- Percina Haldeman, 1842
- Romanichthys Dumitrescu, Bănărescu & Stoica, 1957
- Sander Oken, 1817
- Zingel Cloquet, 1817